# Parque nacional del Acari
El parque nacional del Acari (en portugués: Parque Nacional do Acari) es un parque nacional de Brasil establecido en 2016 en el estado de Amazonas.

## Localización
El parque nacional del Acari comprende partes de los municipios de Apuí (11.77%), Borba (59.55%) y Novo Aripuanã (28.68%) en Amazonas. Está al norte de la Carretera Transamazónica BR-230 en la sección Apuí–Jacareacanga.
El bosque nacional Urupadi y la Estación Ecológica del Alto Maués bordean el parque hacia el este. Tiene un área de 896 410,95 ha. Está en el bioma del Amazonas.

## Historia
El parque nacional del Acari fue creado por decreto federal del 11 de mayo de 2016. Es administrado por el Instituto Chico Mendes para la Conservación de la Biodiversidad (ICMBio). El objetivo es proteger la diversidad biológica de los ríos Acari, Camaiú, Sucunduri y Abacaxis y sus afluentes y el paisaje físico, para asegurar la sostenibilidad de los servicios ecosistémicos, para contribuir a la estabilidad ambiental en la región y para el desarrollo de actividades recreativas en contacto con la naturaleza y el ecoturismo.
El parque fue una de las cinco unidades de conservación creadas la semana antes del retiro provisional de la presidenta Dilma Rousseff, con un total de 2 600 000 ha, todas en el sur del estado de Amazonas. Estas fueron las unidades totalmente protegidas áreas de la Reserva Biológica del Manicoré (359 063 ha) y del parque nacional del Acari con 896 407 ha, y las unidades de usos sostenibles del Área de Protección Ambiental Campos del Manicoré (151 993 ha), del bosque nacional del Aripuanã (751 295 ha) y del bosque nacional del Urupadi (537 228 ha). El mismo paquete amplió el bosque nacional de Amanã en 141 000 ha.
Con estas unidades, el gobierno de Dilma había creado unas 3 400 000 ha de nuevas áreas protegidas durante su administración, en comparación con las 26 800 000 ha de su predecesor Luiz Inácio Lula da Silva. Su administración también redujo el área de siete áreas protegidas en el Amazonas para permitir la construcción de presas en el río Tapajós.